# 粒子輻射

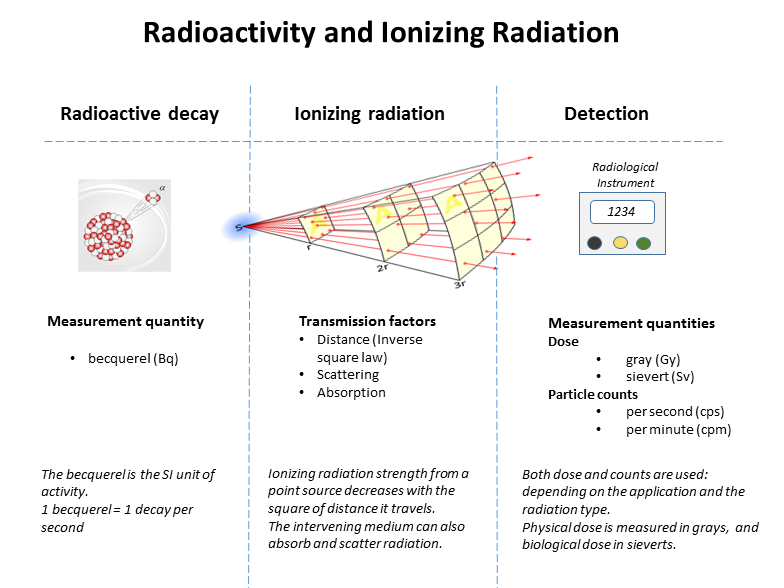
圖片展示了放射性衰變所產生的粒子輻射, 電離輻射的傳播與探測的機制.

粒子輻射是輻射的能量，意思是快速移動的次原子粒子。如果粒子朝著同的方向運動，就類似一束光，所以粒子輻射也被稱為粒子束。
由於波粒二象性，所有運動的粒子也都有波動性。高能量的粒子較易呈現粒子性，而低能量的粒子較容易呈現波動性。

## 類型和產生
粒子可以是帶電的或不帶電的：
粒子輻射可以由不穩定的原子核（通過放射性衰變），或者也可以是其它某種核反應的產品。許多類型的粒子可能發出：
- 質子和其它被剝離電子的氫核
- 正電荷的α粒子
- 高能量的氦離子
- 比氦重的原子核，HZE離子
- 帶正電或負電的β粒子（β+ or β−，後著較為普遍）
- 不是來自β衰變過程的高速電子，但是其它像是內部轉換和歐傑效應。
- 光子（稱為γ射線、γ、和一些像粒子方式的行為。）
- 中子，不帶電的次原子粒子
- 微中子
- 介子
- 渺子

產生粒子輻射的機制包括：
- 俄歇效应
- 內部轉換
- β衰變
- 簇衰變
- 質子發射
- 中子發射
- 超新星爆炸
- 太陽質子事件
- 太陽閃焰
- α衰變
- 核分裂和自發裂變
- 核融合
- 粒子碰撞，高能粒子在流束中被搗毀。
- 其它的，星系宇宙射線，包括這些粒子，但很多是來自未知的機制。

帶電粒子（電子、介子、質子、α粒子、重HZE離子等等）可以通過粒子加速器產生。離子輻照廣泛應用於半導體工業，一種稱為離子植入的摻雜。
粒子加速器還可以產生微中子束，中子束大多由核反應爐產生。有許多方法可以可以產生電磁波輻射，取決於波長（見電磁頻譜）。

## 外部連結
- Stopping power and energy loss straggling calculations of ion beams in solids by MELF-GOS model （页面存档备份，存于）